# Nicola Olyslagers
Nicola Lauren Olyslagers (geb. McDermott, North Gosford, New South Wales, 28 december 1996) is een atlete uit Australië, die zich heeft toegelegd op het hoogspringen. De tweevoudige wereldindoorkampioene nam in 2020 en 2024 deel aan de Olympische Spelen en veroverde beide keren de zilveren medaille. Bovendien verbeterde zij in Tokio het Oceanische record.

## Loopbaan

### Eerste internationale ervaringen
Bij de wereldkampioenschappen voor junioren (U20) in Eugene van 2014 deed McDermott haar eerste internationale ervaring op. Ze bleef er met 1,79 m steken in de kwalificatieronde. Een jaar later kwam zij op de universiade in Gwangju veel beter voor de dag: ze werd vierde, ook al sprong zij met 1,80 niet veel hoger dan het jaar ervoor in Eugene.
Een dieptepunt voor McDermott vormden de wereldkampioenschappen van 2017 in Londen, waar zij in de kwalificatieronde op de aanvangshoogte van 1,80 geen geldige sprong wist te produceren. Een doekje voor het bloeden vormde kort daarna de universiade in Taipei, waar ze in elk geval over 1,88 wist te springen, ook al werd zij er slechts zevende mee.

### Brons bij Gemenebestspelen
In 2018 veroverde McDermott haar eerste medaille op een internationaal toernooi. Tijdens de Gemenebestspelen in eigen land wist zij met een PR-sprong over 1,91 het brons te veroveren.

### Nationaal kampioene
In 2019 verbeterde zij zich al vroeg in het jaar door haar eerste nationale titel te veroveren in 1,92, al direct weer een verbetering van haar PR. Vervolgens wist McDermott in juni bij de wedstrijd om de Golden Spike in Ostrava derde te worden en daarbij haar PR verder op te schroeven naar 1,96. Een maand later bij de Herculis Meeting in Monaco, die deel uitmaakt van de Diamond League competitie, werd zij opnieuw derde, ditmaal met 1,94. Op de WK in Doha eind september kon zij die opwaartse lijn echter niet doorzetten. Met een beste sprong van 1,90 kwam de Australische niet verder dan de kwalificatieronde.

### Op het podium bij Diamond League
Ondanks het door de Coronapandemie gedecimeerde wedstrijdprogramma wist McDermott in 2020 podiumresultaten te behalen bij een tweetal Diamond League wedstrijden en won zij het hoogspringen tijdens de Nacht van de atletiek in het Belgische Heusden-Zolder.

### Zilver bij olympisch debuut
In het olympische jaar 2021 ging McDermott al direct sterk van start door bij de Australische kampioenschappen voor het eerst over 2,00 te springen en hiermee het Oceanische record te verbeteren. Bij de Diamond League wedstrijd in juli in Stockholm maakte zij daar vervolgens 2,01 van. Hiermee stelde zij zich nadrukkelijk kandidaat voor een medaille op de Olympische Spelen van Tokio. Die kandidatuur maakte zij waar. Want na op 1,89 te zijn begonnen, sprong zij praktisch foutloos (alleen op 1,96 ging de lat er eenmaal af) naar 2,00 meter, waarna zij in haar tweede poging ook de 2,02 bedwong. Hiermee verbeterde zij opnieuw haar Oceanische record en veroverde zij achter winnares Maria Lasitskene (goud met 2,04 m), maar voor Jaroslava Mahoetsjich (brons met 2,00 m) het zilver. Het betekende het hoogtepunt in de carrière van Nicola Mc Dermott.

## Titels
- Wereldindoorkampioene hoogspringen - 2024, 2025
- Australisch kampioene hoogspringen - 2019, 2021, 2022, 2023

## Persoonlijke records
| Onderdeel              | Prestatie   | Datum           | Plaats     |
| ---------------------- | ----------- | --------------- | ---------- |
| hoogspringen (outdoor) | 2,02 m (AR) | 7 augustus 2021 | Tokio      |
| hoogspringen (indoor)  | 1,83 m      | 5 maart 2017    | Leverkusen |

## Palmares

### hoogspringen
- 2014: 16e in kwal. WK U20 te Eugene - 1,79 m
- 2015: 4e Universiade te Gwangju - 1,80 m
- 2017: NM WK
- 2017: 7e Universiade te Taipei - 1,88 m
- 2018:  Gemenebestspelen - 1,91 m
- 2018: 5e Wereldbeker te Ostrava - 1,87 m
- 2019:  Australische kamp. - 1,92 m
- 2019:  Golden Spike Ostrava - 1,96 m
- 2019: 6e in kwal. WK - 1,90 m
- 2020:  Nacht van de Atletiek -
- 2021:  Australische kamp. - 2,00 m (AR)
- 2021:  OS - 2,02 m (AR)
- 2022:  Australische kamp. - 1,94 m
- 2022: 5e WK - 1,96 m
- 2023:  Australische kamp. - 1,95 m
- 2023:  WK - 1,99 m
- 2024:  WK indoor - 1,99 m
- 2024:  OS - 2,00 m
- 2025:  WK indoor - 1,97 m

Diamond League podiumplaatsen
- 2019:  Herculis - 1,94 m
- 2020:  Golden Gala Pietro Mennea - 1,95 m
- 2020:  Stockholm Bauhaus Athletics - 1,93 m
- 2020:  Memorial Van Damme - 1,91 m
- 2021:  Stockholm Bauhaus Athletics - 2,01 m (AR)
- 2021:  Athletissima - 1,95 m
- 2021:  Meeting de Paris - 1,98 m
- 2021:  Memorial Van Damme - 2,00 m
- 2021:  Weltklasse Zürich - 2,01 m
- 2023:  Meeting de Paris - 2,00 m
- 2023:  Athletissima - 2,02 m
- 2023:  Herculis - 1,99 m

- World Athletics: 14455361